# Hubballi-Dharwad
Hubballi-Dharwad, bis 2014 Hubli-Dharwad, (Kannada ಹುಬ್ಬಳ್ಳಿ-ಧಾರವಾಡ IAST Hubbaḷḷi-Dhāravāḍa) ist eine Doppelstadt mit insgesamt ca. 1 Million Einwohnern im südindischen Bundesstaat Karnataka. Sie entstand im Jahr 1962 durch Vereinigung der Städte Hubli (inzwischen Hubballi) und Dharwad (auch Dharwar). Die Stadt ist Verwaltungssitz des Distriktes Dharwad.

## Lage
Die rund 20 km voneinander entfernten Schwesterstädte Hubballi und Dharwad liegen im Nordwesten Karnatakas 410 km (Fahrtstrecke) nordwestlich von Bengaluru auf einer Höhe von 670 bis 760 m am Westrand des Dekkan-Plateaus.

## Bevölkerung
Ca. 67,5 % der Einwohner sind Hindus und gut 27 % sind Moslems; Christen haben einen Anteil von knapp 3 %, Jains von ca. 1,5 %. Buddhisten und Sikhs bilden kleine Minderheiten. Der männliche Bevölkerungsteil ist nur etwa 1,5 % größer als der weibliche.

## Verkehr und Wirtschaft
Hubballi-Dharwad verfügt über eine gute Verkehrsanbindung: Durch die Stadt führt der National Highway 4 von Chennai über Mangalore und Pune nach Mumbai. Hubballi ist Sitz der South Western Railway, einer Regionalgesellschaft der Indian Railways. Vom Flughafen Hubballi bestehen Verbindungen nach Bengaluru, Mumbai und Hyderabad.
Hubballi ist in erster Linie ein Industrie- und Handelszentrum und beherbergt im Wesentlichen Textil-, Leder-, Papier- und Werkzeug-Fabriken; auch ein IT-Park wurde eingerichtet. Dharwad fungiert hauptsächlich als Verwaltungszentrum und ist – als Sitz der Karnatak University und der University of Agricultural Sciences sowie anderer kultureller Institutionen – ein wichtiger Bildungsstandort. Auf den Feldern in der Umgebung werden vor allem Baumwolle und Erdnüsse angepflanzt. Dharwad ist berühmt für sein Dharwad peda, ein milchbasiertes Zuckerbrot.

## Geschichte
Das Gebiet um Hubballi und Dharwad gehörte im 11. und 12. Jahrhundert zum Herrschaftsgebiet der Chalukyas von Kalyani. In Dharwad befindet sich eine Festung, die der lokalen Tradition nach 1403 von einem General des Vijayanagar-Königs namens Dhar Rao gegründet worden sein soll. Im Jahr 1573 eroberte das Sultanat Bijapur die Festung nach sechsmonatiger Belagerung. Gut 100 Jahre später (1685) nahm der Mogul-Herrscher Aurangzeb Dharwad ein. Im späten 18. und frühen 19. Jahrhundert wechselte Dharwad mehrfach den Besitzer: 1753 wurde es von den Marathen, 1778 von Mysore erobert, ehe es 1791 wieder an das Marathenreich kam. Als Resultat des Dritten Marathenkriegs (1817–1818) fielen Hubballi und Dharwad an die Briten. Während der britischen Kolonialzeit gehörten die Städte zur Präsidentschaft Bombay. Nach der indischen Unabhängigkeit (1947) kamen sie im Jahr 1956 durch den States Reorganisation Act an den nach den Sprachgrenzen des Kannada neuformierten Bundesstaat Mysore, der 1973 in Karnataka umbenannt wurde.

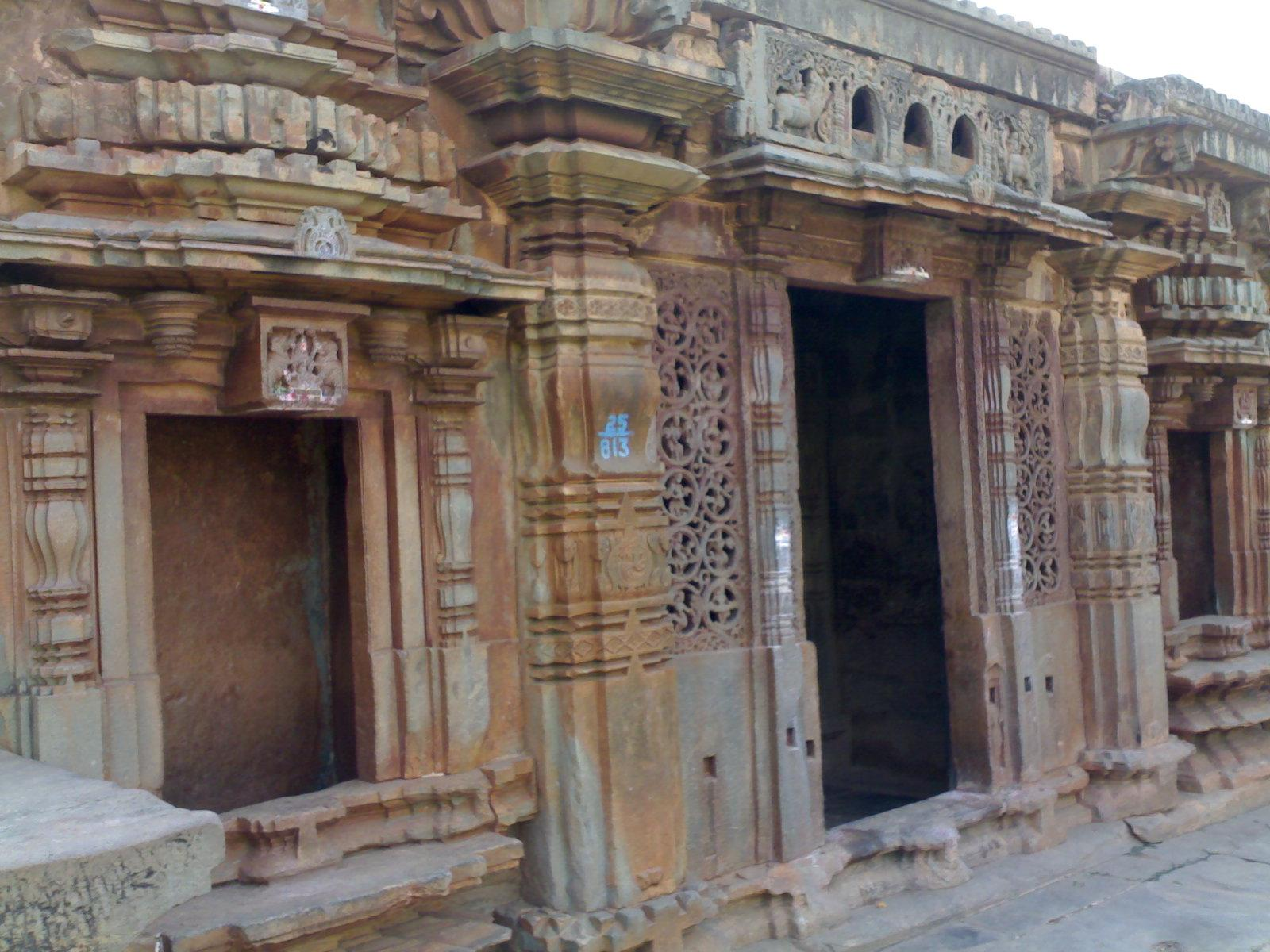
Chandramouleshwara-Tempel in Hubballi

Anlässlich des fünfzigsten Jahrestags der Gründung des Bundesstaats beschloss die Regierung von Karnataka im Jahr 2006 nach einem Vorschlag des Schriftstellers U. R. Ananthamurthy, den englischen Namen Hubli in ihre Kannada-Namensform Hubbali umzubenennen. Die indische Zentralregierung unter Premierminister Manmohan Singh stimmte der Namensänderung zunächst nicht zu. Erst unter der bei der im Jahr 2014 neu gewählten Regierung von Premierminister Narendra Modi trat die Umbenennung am 1. November 2014 offiziell in Kraft.

## Sehenswürdigkeiten
In Hubballi selbst sowie in einigen Ortschaften in der näheren und ferneren Umgebung von Hubballi-Dharwad sind mehrere – in Europa weitgehend unbekannte – Hindu-Tempel aus der späten Chalukya-Zeit (11./12. Jh.) erhalten: Gadag, Lakkundi, Dambal, Annigeri, Itagi, Kuknur, Laxshmeswar, Bankapura, Hirekerur u. a. (siehe Weblinks)

## Film
- 360° Geo-Reportage. Indien, das größte Schulessen der Welt. Dokumentarfilm, Deutschland, 2012, 42:53 Min., Buch und Regie: Julien Hamelin, Produktion: MedienKontor, arte, Geo, Reihe: 360° Geo-Reportage, Erstsendung: 27. Oktober 2012 bei arte, Inhaltsangabe mit Vorschau von Geo.